# Gustava Lindman
Gustava Charlotta Lindman, född 24 december 1804, död 24 juli 1856, var en svensk skådespelerska och kurtisan.

## Biografi
Lindman var figurant vid Kungliga Baletten 1823–1827.  Hon debuterade som skådespelare 1827 i rollen som Lucie i ”Sannljugaren”, och var elev vid Dramatens elevskola 1828–1831.  Hon var aktiv vid Dramaten 1831–1842 och 1844–1846, samt vid Mindre teatern 1842–1844 och 1846–1856.  
Lindman var förutom scenartist även känd som lyxprostituerad, så kallad kurtisan. Till skillnad från sina kolleger Malla Höök och Emilie Högqvist ska dock Lindman ha utsatts för motvilja och utvisslats av parterrpubliken på grund av detta, kanske för att hon valde fel klienter.
Hon var tillsammans med Elise Frösslind två av de få kvinnor som inte bojkottade Emilie Högqvists salong. Hon bodde i en luxuöst inredd våning och efterlämnade 300 riksdaler till en fosterdotter, vilket tillhör de högsta förmögenheterna i en dåtida aktris testamente.

## Teater

### Roller (ej komplett)
| År   | Roll         | Produktion                                              | Teater                      |
| ---- | ------------ | ------------------------------------------------------- | --------------------------- |
| 1827 | Lucie        | Sannljugaren Eugène Scribe och Mélesville               | Kungliga Dramatiska Teatern |
| 1842 | Fru Verneuil | Den unge kassören Auguste Arnould och Narcisse Fournier | Nya Teatern                 |